# Beet, Maize & Corn
Beet, Maize & Corn — седьмой студийный альбом британской авант-поп группы The High Llamas, изданный 7 октября 2003 года на лейбле Drag City Records. Стиль альбома заметно отличается от предыдущих работ High Llamas, отказавшихся от электронных клавишных и эффектов в пользу звучания с преобладанием духовых и струнных инструментов.

## Отзывы
| Оценки критиков | Оценки критиков |
| Источник        | Оценка          |
| --------------- | --------------- |
| AllMusic        | [ 1 ]           |
| LAS Magazine    | Favourable      |
| Pitchfork Media | (6.0/10)        |

Тим Сендра из AllMusic отметил, что «… их седьмой альбом представляет собой довольно резкий сдвиг в звучании High Llamas. Практически исчезли электрогитары и синтезаторы; их место заняли акустические гитары с мягкими струнами и пышные оркестровые струнные и роговые аранжировки. Органические звуки придают альбому новое ощущение пронзительности и изящества. Они по-прежнему непоколебимо умны, но ум уже не является лучшим, что у них есть. Вся пластинка переполнена пасторальной красотой, которая достигает апогея в конце записи с двумя ударами сердца — поистине замечательным инструменталом „Monnie“ и печальной и величественной балладой „The Walworth River“».
Марк Ричардсон из Pitchfork Media написал в рецензии «Здесь High Llamas работают в режиме эфирного масла, несколько капель которого можно использовать для окрашивания любого количества стилей поп-музыки последних 100 лет. Хорошо это или плохо, но это Шон О’Хаган в его самом чистом и минимальном виде. Это старая, но по-своему вечная пластинка. Но при всех его идеально подобранных аранжировках и беспокойном гармоническом движении мы по-прежнему имеем его унылые песни, исполняемые его унылым голосом».

## Список композиций
1. «Barny Mix» — 3:48
2. «Calloway» — 5:01
3. «The Click and the Fizz» — 4:01
4. «Porter Dimi» — 3:24
5. «Leaf and Lime» — 3:27
6. «Alexandra Line» — 0:19
7. «High on the Chalk» — 3:30
8. «Rotary Hop» — 5:11
9. «Ribbons and Hi-Hats» — 1:31
10. «The Holly Hills» — 1:50
11. «Monnie» — 3:44
12. «The Walworth River» — 4:37